# Wyspy Zewnętrzne (Seszele)
Wyspy Zewnętrzne, także: Seszele koralowe (ang.: Outer Islands, fr.: Îles Extérieures, sesz.: Zil Elwannyen Sesel) – ogólna nazwa wysp archipelagu Seszeli, które nie leżą na Grzbiecie Maskareńskim - podwodnym płaskowyżu, na którym zlokalizowane są Wyspy Wewnętrzne. Obie grupy wysp tworzą terytorium państwa Seszele. Wyspy Zewnętrzne znajdują się w odległości od 230 do 1150 km od głównej wyspy Seszeli – Mahé i nie należą do żadnego dystryktu. Jedenaście wysp jest zamieszkałych.
Wyspy Zewnętrzne podzielone są na pięć grup:
- Południowe wyspy koralowe: Île Platte i Coëtivy – powierzchnia 10 km ²
- Amiranty: 3 atole, 5 pojedynczych piaskowych raf koralowych, 3 wypiętrzone rafy piaskowe) – powierzchnia 10 km²
- Alphonse: atole Alphonse i St. François (wyspy Bijoutier i St. François) – powierzchnia 2 km²
- Aldabra: atole Aldabra i Cosmoledo, wyspy Assumption i Astove) – powierzchnia 176 km²
- Farquhar: atole Farquhar i Providence (Providence–Cerf), wyspa St. Pierre – powierzchnia 11 km²

Wyspy Zewnętrzne zajmują powierzchnię 211,3 km² (46% całkowitej powierzchni Seszeli) ale obejmują mniej niż 2% ludności kraju.